# Miquel Crusafont i Pairó
Miquel Crusafont i Pairó, född 1910 i Sabadell, Spanien, död 1983, var en katalansk paleontolog som specialiserade sig på däggdjurben.
Crusafont erhöll sin kandidatexamen i Farmaci vid Barcelonas Universitetet 1933, och sin kandidatexamen i Naturvetenskap vid Madrids Universitetet 1950.
1961 utnämndes han enhällig Professor i Paleontologi vid Oviedos Universitetet, som ledaren inom det här verksamhetsområde. Han blev senare Professor i Antropologi vid den Societatis Iesu i Barcelona.
Hans viktigaste verk omfattar Los Vertebrados del Mioceno Continental de la cuenca del Vallés-Penedés (1943, med Josep Fernández de Villalta), El Mioceno Continental del Vallès y sus yacimientos de vertebrados (1948, med Josep Fernández de Villalta), El Burdigaliense continental de la cuenca del Vallès-Penedès (1955, med Josep Fernández de Villalta och Jaume Truyols), Estudios Masterométricos en la evolución de los Fisípedos (1957, med Jaume Truyols) och La Evolución (1966, med Bermudo Meléndez och Emiliano Aguirre).
1969 grundade han Provinsinstitutet för Paleontologi, som har gått under namnet Miquel Crusafont Institutet för Paleontologi sedan 1983.
Ett förhistoriskt däggdjur, Crusafontia, bär hans namn.